# آلة تصوير فيديو مسجلة

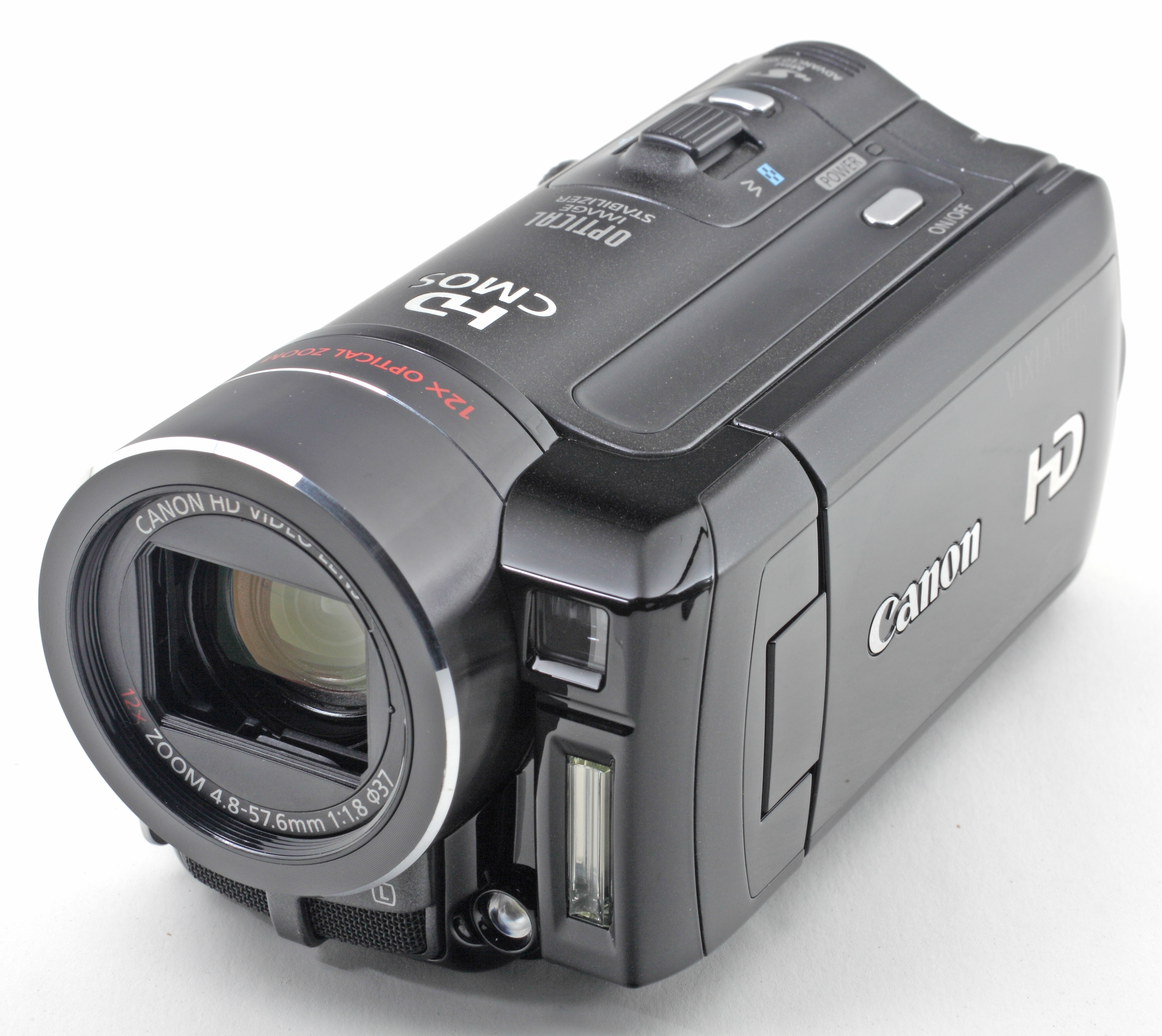
كاميرا فيديو مسجِّلة Canon VIXIA HF10 هي واحدة من أولى كاميرات الفيديو المسجلة عالية الدقة بنسق AVCHD ذات الذاكرة الومضية من شركة Canon

آلة تصوير الفيديو المُسجِّلة أو كاميرا الفيديو المسجلة (بالإنجليزية: Camcorder)‏ هي جهاز إلكتروني محمول مستقل وظيفته هي تصوير الفيديو وتسجيله، تكون عادةً مجهزة بشاشة مفصلية [الإنجليزية] مثبتة على الجانب الأيسر، وحزام على الجانب الأيمن لتسهيل إمساكها بقبضة اليد، وبطارية سريعة الإبدال [الإنجليزية]، ووسائط تسجيل سريعة الإبدال، وعدسة داخلية صامتة متغيرة البؤرة .
اعتمدت آلات تصوير الفيديو المسجلة على الأشرطة، حيث كانت تسجل الإشارات التماثلية على عليبات أشرطة الفيديو . بات التسجيل رقمياً بالكامل في العقد الأول من القرن الحادي والعشرين، وعُوِّض الشريط بوسائط تخزين أخرى مثل القرص الصلب المُصغَّر وقرص الفيديو الرقمي المصغر [الإنجليزية] والذاكرة الومضية الداخلية وبطاقات الذاكرة الرقمية الآمنة (SD).
الأجهزة الحديثة القادرة على تسجيل الفيديو هي الهواتف المصورة [الإنجليزية] وآلات التصوير الرقمية المخصصة في المقام الأول للصور الثابتة، في حين أن آلات تصوير الفيديو المُسجِّلة المخصصة غالبًا ما تكون مجهزة بوظائف وواجهات أكثر من آلات التصوير الأكثر شيوعًا، مثل عدسة متغيرة البؤرة البصرية الداخلية القادرة على العمل بصمت دون سرعة مخنوقة، في حين أن آلات التصوير ذات العدسة المتغيرة البؤرة الممتدة عادةً ما تخنق سرعة التشغيل أثناء تسجيل الفيديو لتقليل الاضطراب الصوتي. بالإضافة إلى ذلك، فإن الوحدات المخصصة قادرة على العمل فقط بالطاقة الخارجية دون إدخال بطارية.